# Теурбе-Толон, Мигель
Миге́ль Теу́рбе-Толо́н (исп. Miguel Teurbe Tolón), или Миге́ль Мари́я Теу́рбе-Толо́н де ла Гуа́рдия (исп. Miguel Maria Teurbe Tolón y de la Guardia; 29 сентября 1820, Матансас, Куба — 16 октября 1857, там же) — кубинский писатель, поэт, драматург, журналист, редактор, переводчик. Один из авторов государственного герба и флага Кубы.

## Биография
Мигель Теурбе-Толон родился в Матансасе 29 сентября 1820 года. Он был сыном Хуана Батисты Теурбе-Толона и Анны Кристины, урождённой Атенас де Куба. Начальное образование получил в государственной школе в родном городе, где изучал латынь, риторику, естественные науки и философию. За это время также овладел английским, немецким, французским и итальянским языками. Сотрудничал в качестве журналиста с несколькими печатными изданиями. Работал редактором в газетах «Агуинальдо Матансеро» и «Ла Аурора дель Йумури». Он был также официальным переводчиком в колониальной администрации, профессором риторики, английского языка, истории и философии. Преподавал естественную философию в филармонии Матансаса.
Им были написаны пьесы «Свадьба» (исп. Un casorio), его дебют в 1840 году, и «Рассказ» (исп. Una noticia), премьеры которых прошли в театре в родном городе писателя. Через год он издал сборник стихов. Мигель Теурбе-Толон преподавал литературу в подготовительной школе при Гаванском университете. 10 января 1844 года писатель женился на кузине Эмилии Толон. В качестве литератора сотрудничал с изданиями «Эль Фаро Индустриаль», «Ла Пирагуа», «Ла Пренса», «Ла Флореста Кубана», «Брисас де Куба» «Эль Дуэндэ». В 1845 году первая часть его романа «Лола Гуара» (исп. Lola Guara) была запрещена колониальными властями.
В 1848 году возглавил лицей искусств и литературы в Гаване. В том же году был вынужден эмигрировать в США из-за приверженности идее независимости Кубы. В эмиграции продолжил педагогическую и литературную деятельность. Поселился в Нью-Йорке, где устроился на работу ответственным редактором за латиноамериканскую часть издания «Нью-Йорк Геральд». Служил секретарём при посольстве Коста-Рики в США. В это время им были написаны  несколько стихотворений на английском языке, которые он опубликовал в журнале «Уэверли Мэгэзин». Некоторые из этих стихотворений вошли в сборник «Радость изгнанника» (исп. El laúd del desterrado), изданный в 1858 году после смерти автора.
Вместе с Нарсисо Лопесом, Хосе Анисето Иснага-Боррельем, Хосе Марией Санчес-Иснагой, Сирилом Вильверде и Хуаном Мануэлем Масиасом участвовал в создании государственного герба и флага Кубы. Вернулся на родину в августе 1857 года, после того, как был официально помилован. Ему отменили заочно вынесенный смертный приговор. Мигель Теурбе-Толон умер в Матансасе 16 октября 1857 года.